# Raketový batoh

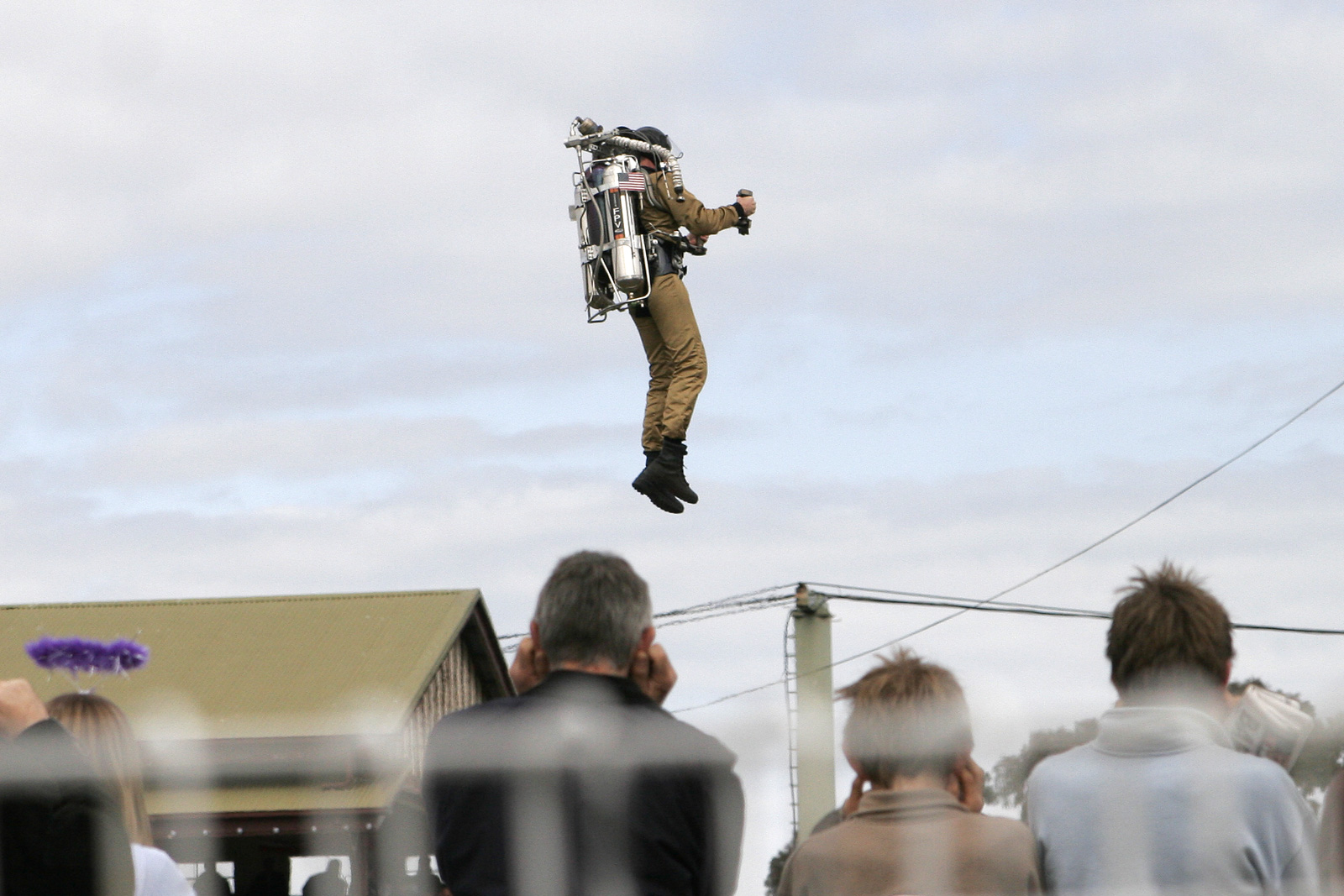
Letec s raketovým batohem

Raketový batoh (též Jetpack či Jet pack) je stroj umožňující let osobě, která ho nese na svých zádech (zpravidla). Obdobu raketového batohu je manévrovací jednotka (Manned Maneuvering Unit), kterou používají astronauti při výstupu do vesmíru.
Princip tohoto způsobu létání se objevil ve 20. letech 20. století v žánru sci-fi a v 60. letech umožnil technologický pokrok první pokusy o jeho realizaci. Pro armády byla myšlenka autonomně létajících vojáků zajímavá, zavedení takového systému ale brání jeho technická nedokonalost, malá rychlost a vytrvalost, přičemž svůj význam má rovněž zranitelnost jeho pilotů. Lepší je použít trysky z obou stran (kolem člověka) pro lepší vyvážení.

## Charakteristika

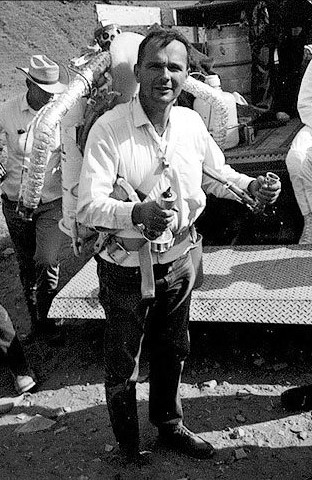
Systém Bell Rocket Belt

Zařízení obsahuje nádrž na palivo (je poměrně omezené množství), raketový motor (někdy též proudový motor či pístový motor), systém řízení a ovládací panel. Batoh vynese majitele nad zem a poletuje podle ovládání.

## Historie
Idea tryskového batohu se zřejmě poprvé objevila roku 1928 v novele Armageddon 2419 A. D. od Philipa Francise Nowlana. Reálně se vývojem takového systému zabývala Třetí říše v době druhé světové války. Od 50. let raketový batoh vyvíjela též americká armáda v rámci projektu Grasshopper. Projekt však skončil neúspěchem, ale různé projekty na něj navázaly, například Rocket Belt společnosti Bell.

## Výskyt v kultuře
Raketový batoh typu Bell Rocket Belt použil Sean Connery jako agent 007 v bondovce Thunderball.